# Лудвиг VI (Хесен-Дармщат)
Лудвиг VI фон Хесен-Дармщат (на немски: Ludwig VI von Hessen-Darmstadt) e от 1661 г. до смъртта си през 1678 г. ландграф на Хесен-Дармщат.
Лудвиг е най-големият син на ландграф Георг II от Хесен-Дармщат (1605 – 1661) и на София Елеонора Саксонска (1609 – 1671), дъщеря на курфюрст Йохан Георг I от Саксония. След смъртта на баща му той става през 1661 г. ландграф на Хесен-Дармщат
През 1661 г. той е приет от херцог Вилхелм IV от Саксония-Ваймар в литературното общество Fruchtbringende Gesellschaft (Palmenorden). Той пише стихотворения. Става близък приятел с херцог Фридрих I от Саксония-Гота-Алтенбург и се жени през 1666 г. за неговата сестра. След смъртта на първата му съпруга той пише множество стихотворения.
Ландграф Лудвиг VI от Хесен-Дармщат умира на 48 години в Дармщат на 24 април 1678 г. В завещанието си той определя втората си съпруга за регентка и ѝ назначава двама благородника и двама учени съветника.

## Семейство и деца
Лудвиг VI се жени за първи път на 24 ноември 1650 г. за Мария Елизабет (1634 – 1665), дъщеря на херцог Фридрих III от Шлезвиг-Холщайн-Готорп и на Мария Елизабет (1610 – 1684), дъщеря на херцог Йохан Георг I от Саксония и втората си съпруга Магдалена Сибила от Прусия (1587 – 1659). Те имат осем деца:
- Георг (1654 – 1655), наследствен принц
- Магдалена Сибила (1652 – 1712)

∞ 1673 херцог Вилхелм Лудвиг от Вюртемберг (1647 – 1677)
- София Елеонора (*/† 1653)
- Мария Елизабет (1656 – 1715)

∞ 1676 херцог Хайнрих от Саксония-Рьомхилд (1650 – 1710)
- Августа Магдалена (1657 – 1674)
- Лудвиг VII (1658 – 1678), ландграф на Хесен-Дармщат
- Фридрих (1659 – 1676)
- София Мария (1661 – 1712)

∞ 1681 херцог Христиан фон Саксония-Айзенберг (1653 – 1707)
Лудвиг VI се жени втори път на 5 декември 1666 г. за Елизабет Доротея (1640 – 1709), дъщеря на херцог Ернст I Саксония-Гота-Алтенбург (1601 – 1675) и на Елизабет София фон Саксония-Алтенбург (1619 – 1680). Двамата имат децата:
- Ернст Лудвиг (1667 – 1739), ландграф на Хесен-Дармщат

∞ 1. принцеса Доротея Шарлота фон Бранденбург-Ансбах (1661 – 1705), дъщеря на маркграф Албрехт II от Бранденбург-Ансбах
∞ 2. (морг.) 1727 Луиза София фон Шпигел, графиня фон Епщайн (1690 – 1751)
- Георг (1669 – 1705), императорски маршал, вицекрал на Каталония
- София Луиза (1670 – 1758)

∞ 1688 княз Албрехт Ернст II фон Йотинген-Йотинген (1669 – 1731)
- Филип (1671 – 1736), имперски маршал и гуверньор на Мантуа

∞ 1693 принцеса Мария Тереза фон Крой (1673 – 1714)
- Йохан (1672 – 1673)
- Хайнрих (1674 – 1741), имперски офицер
- Елизабет Доротея (1676 – 1721)

∞ 1700 ландграф Фридрих III Якоб от Хесен-Хомбург (1673 – 1746)
- Фридрих (1677 – 1708), домхер цу Кьолн и Бреслау, руски маршал

∞ 1704 Петронела фон Щокманс (1677 – 1751)